# Lauren Hart
Lauren Hart es una jinete estadounidense que compitió en la modalidad de concurso completo. Ganó una medalla de oro en los Juegos Panamericanos de 1999, en la prueba por equipos.

## Palmarés internacional
| Juegos Panamericanos | Juegos Panamericanos | Juegos Panamericanos | Juegos Panamericanos |
| Año                  | Lugar                | Medalla              | Categoría            |
| -------------------- | -------------------- | -------------------- | -------------------- |
| 1999                 | Winnipeg (Canadá)    | Medalla de oro       | Por equipos          |